# Liste von Eisenbahngesellschaften im Vereinigten Königreich
Diese Liste bietet eine Übersicht über alle Eisenbahngesellschaften im Vereinigten Königreich, die nach der Privatisierung von British Rail im Jahr 1994 entstanden oder wieder eingegangen sind. Für frühere Gesellschaften siehe Liste von ehemaligen Eisenbahngesellschaften im Vereinigten Königreich, für Klein- und Museumsbahnen siehe Liste der Klein- und Museumsbahnen im Vereinigten Königreich.

## Hintergrund

### Großbritannien
Seit der Privatisierung von British Rail wurden Züge auf dem Eisenbahnnetz Großbritanniens von zahlreichen privaten Eisenbahnverkehrsunternehmen betrieben. Das Verkehrsministerium des Vereinigten Königreiches (Department for Transport) schrieb regelmäßig Franchises für regionale Bahnnetze aus, um die sich die Bahnbetriebsgesellschaften (Train Operating Companies (TOC)) bewerben konnten. Bis 2005 war die Strategic Rail Authority, eine nachgeordnete Behörde des Verkehrsministeriums, für die Vergabe zuständig, danach das Ministerium selbst. Im Gegensatz z. B. zum deutschen Schienenpersonennahverkehr lag das finanzielle Risiko bei den TOCs, und bis auf einige Rahmenbedingungen können sie den eigentlichen Betrieb recht frei gestalten.
Gemäß dem Devolutionsprinzip waren/sind in eigenen Landesteilen jedoch (auch) andere Institutionen als Aufgabenträger tätig:
- Transport Scotland/Còmhdhail Alba, Abteilung des schottischen Verkehrsministeriums, für die ScotRail- und die Caledonian-Sleeper-Franchises in Schottland
- Transport for Wales/Trafnidiaeth Cymru, Organisation des walisischen Verkehrsministeriums, für das Wales & Borders Franchise in Wales
- West Midlands Rail, getragen von 16 lokalen Gebietskörperschaften, für das West Midlands Franchise in den West Midlands
- Merseytravel, regionale Verkehrsbehörde im Großraum Liverpool, für die Merseyrail-Vorortbahnen
- Transport for London, regionale Verkehrsbehörde im Großraum London, für die Overground- und Crossrail-Vorortbahnen
- Transport for the North, regionale Verkehrsbehörde in Nordengland für die Northern und Transpennine Express Franchises

Zusätzlich können Unternehmen auch selbstständig Personenverkehrsleistungen anbieten (open access), haben dann jedoch – anders als einige Betreiber weniger lukrativer Franchises – keinen Anspruch auf eventuelle Subventionen. Gleise und Signale fallen nicht unter die Zuständigkeit der Bahnbetriebsgesellschaften, sondern sind Aufgabe der staatlichen Infrastrukturgesellschaft Network Rail (seit 2002 Nachfolgerin der privaten Railtrack).
Auf den ersten Blick mag es so aussehen, als ob eine große Anzahl von Gesellschaften tätig sei. In Wirklichkeit waren und sind viele dieser Gesellschaften Teil größerer Verkehrskonzerne wie FirstGroup, Stagecoach oder Arriva, die mehrere Franchises erwerben konnten und diese unter verschiedenen Namen führen. Die Franchises können anders als in Deutschland aus organisatorischen Gründen nicht vom Mutterunternehmen direkt betrieben werden, da bei einem Übergang des Franchises auf ein anderes Unternehmen Arbeitnehmer (Betriebsübergang / Transfer of Undertakings Protection of Employees) und Eigentumsverhältnisse mit übertragen werden.
Die aus der Zerschlagung von British Rail hervorgegangenen Eisenbahnverkehrsunternehmen nehmen ihre Interessen durch die Rail Delivery Group (ehemals die Association of Train Operating Companies) wahr. Unter der Markenbezeichnung National Rail und dem Logo der früheren British Rail organisiert dieser Verband eine gemeinsame Tarifstruktur mit einem einheitlich strukturierten Fahrscheinangebot.
Aufgrund der Corona-Pandemie wurde, um einen stabilen Bahnbetrieb gewährleisten zu können, am 23. März 2020 das Franchise-Modell ausgesetzt und das finanzielle Risiko und die Verantwortung für den Bahnbetrieb im Rahmen von Emergency Measure Agreements (EMA, März bis September 2020) und Emergency Recovery Measures Agreements (ERMA, ab September 2020) auf das Verkehrsministerium verlegt, diese Umstrukturierung wurde im September 2020 für permanent erklärt.
Die Transport UK Group (TUK) nahm im Februar 2023 seinen Betrieb auf, als es im Rahmen eines Management-Buy-outs die britischen Vermögenswerte von Abellio erwarb.
Die staatliche Holdinggesellschaft DfT Operator Limited (DFTO), ehemals DfT OLR Holdings Limited (DOHL), die bereits die Franchises London North Eastern Railway, Northern Trains, Southeastern und TransPennine Express übernommen hat, wird im Laufe des Jahres 2025 noch die Franchises c2c (seit 20. Juli 2025), South Western Railway (seit 25. Mai 2025) und Greater Anglia (Ende am 12. Oktober 2025) übernehmen. Im Jahr 2026 wird DFTO das Franchise West Midlands Trains (Ende am 1. Februar 2026) übernehmen.

### Nordirland
In Nordirland wurde das Bahnnetz nie privatisiert, die dortige Gesellschaft Northern Ireland Railways (NIR), die das gesamte Eisenbahnnetz betreibt, gehört noch immer dem Staat und bildet zusammen mit zwei Busunternehmen die Holdinggesellschaft Translink. Neben innernordirischen Regionalzügen betreibt die NIR zusammen mit der irischen Staatsbahn Iarnród Éireann (IÉ, auch Irish Rail) die grenzüberschreitenden Fernzüge Enterprise zwischen Belfast und Dublin. Zudem betreibt Iarnród Éireann einen morgendlichen Pendlerzug von Newry in Nordirland nach Dublin.
Eine Übersicht über ehemalige und bestehende Eisenbahngesellschaften auf Irland bietet die Liste irischer Eisenbahngesellschaften.

## Liste
Stand: Juli 2021

### In Betrieb

#### Großbritannien
| Betreiber                                                                                           | Typ                     | Franchise                               | Mutter- gesellschaft(en)                            | Betriebsbeginn              | Betriebsende  | Vorgänger | Code           |
| --------------------------------------------------------------------------------------------------- | ----------------------- | --------------------------------------- | --------------------------------------------------- | --------------------------- | ------------- | --- | -------------- |
| Arriva Rail London                                                                                  | TfL-Konzession          | London Overground                       | Arriva                                              | 13. Nov. 2016               | Mai 2026      | London Overground Rail Operations                                                                                        | LO             |
| Avanti West Coast                                                                                   | Franchise               | West Coast Partnership                  | FirstGroup (70 %) Trenitalia (30 %)                 | 8. Dez. 2019                | 31. März 2031 | Virgin Trains | VT             |
| c2c                                                                                                 | staatlicher Betreiber   | Essex Thameside                         | DfT Operator                                        | 20. Juli 2025               | –             | Trenitalia c2c | CC             |
| Caledonian Sleeper                                                                                  | staatlicher Betreiber   | Caledonian Sleeper                      | Scottish Rail Holdings                              | 25. Juni 2023               | –             | Serco Caledonian Sleepers                                                                                                | CS             |
| Chiltern Railways                                                                                   | Franchise               | Chiltern Railways                       | Arriva                                              | 21. Juli 1996               | 12. Dez. 2027 | Network SouthEast (Chiltern Division)                                                                                    | CH             |
| CrossCountry                                                                                        | Franchise               | New CrossCountry                        | Arriva                                              | 11. Nov. 2007               | 15. Okt. 2027 | Central Trains (Birmingham – Stansted & Cardiff – Nottingham route) Virgin CrossCountry                                  | XC             |
| East Midlands Railway                                                                               | Franchise               | East Midlands                           | Transport UK Group                                  | 18. Aug. 2019               | 21. Aug. 2027 | East Midlands Trains | EM             |
| Elizabeth Line                                                                                      | TfL-Konzession          | Elizabeth Line                          | MTR Corporation                                     | 31. Mai 2015 (als TfL Rail) | –             | Greater Anglia (Liverpool Street – Shenfield) Heathrow Connect Heathrow Express (Heathrow Central – Heathrow T4 shuttle) | XR             |
| Eurostar                                                                                            | Open access             | –                                       | Eurostar International Limited                      | 14. Nov. 1994               | –             | | ES             |
| Govia Thameslink Railway (vermarktet als: Thameslink / Southern / Great Northern / Gatwick Express) | Franchise               | Thameslink, Southern and Great Northern | Govia (Go-Ahead 65 %, Keolis 35 %)                  | 14. Sep. 2014               | 1. Apr. 2028  | First Capital Connect, Southern                                                                                          | SN, TL, GN, GX |
| Grand Central                                                                                       | Open access             | –                                       | Arriva                                              | 18. Dez. 2007               | Dez. 2026     | | GC             |
| Greater Anglia (betreibt auch den Stansted Express)                                                 | Franchise               | East Anglia                             | Transport UK Group (60 %) Mitsui (40 %)             | 16. Okt. 2016               | 12. Okt. 2025 | National Express East Anglia                                                                                             | LE             |
| Great Western Railway                                                                               | Franchise               | Greater Western                         | FirstGroup                                          | 1. Apr. 2006                | 25. Juni 2028 | First Great Western First Great Western Link Wessex Trains                                                               | GW             |
| Heathrow Express                                                                                    | Open access             | –                                       | Heathrow Airport Holdings                           | 23. Juni 1998               | –             | | HX             |
| Hull Trains                                                                                         | Open access             | –                                       | FirstGroup                                          | 25. Sep. 2002               | Dez. 2029     | | HT             |
| London North Eastern Railway                                                                        | staatlicher Betreiber   | InterCity East Coast                    | DfT Operator                                        | 24. Juni 2018               | –             | Virgin Trains East Coast                                                                                                 | GR             |
| Lumo                                                                                                | Open access             | –                                       | FirstGroup                                          | 25. Okt. 2021               | 2031          | | LD             |
| Merseyrail                                                                                          | Merseytravel-Konzession | Merseyrail                              | Serco-Abellio (Serco 50 %, Transport UK Group 50 %) | 20. Juli 2003               | 19. Juli 2028 | Arriva Trains Merseyside                                                                                                 | ME             |
| Northern Trains                                                                                     | staatlicher Betreiber   | Northern                                | DfT Operator                                        | 1. März 2020                | –             | Northern (Arriva) | NT             |
| ScotRail                                                                                            | staatlicher Betreiber   | ScotRail                                | Scottish Rail Holdings                              | 1. Apr. 2022                | –             | Abellio ScotRail | SR             |
| Southeastern                                                                                        | staatlicher Betreiber   | Integrated Kent                         | DfT Operator                                        | 17. Okt. 2021               | 17. Okt. 2027 | Southeastern | SE             |
| South Western Railway (betreibt auch die Island Line)                                               | staatlicher Betreiber   | South Western                           | DfT Operator                                        | 25. Mai 2025                | –             | South Western Railway | SW             |
| TransPennine Express                                                                                | staatlicher Betreiber   | TransPennine Express                    | DfT Operator                                        | 28. Mai 2023                | –             | First TransPennine Express                                                                                               | TP             |
| Transport for Wales/Trafnidiaeth Cymru                                                              | staatlicher Betreiber   | Wales & Borders                         | Transport for Wales Group (TfW Group)               | 7. Feb. 2021                | –             | KeolisAmey Wales | AW             |
| West Midlands Trains (vermarktet als: London Northwestern Railway / West Midlands Railway)          | Franchise               | West Midlands                           | Transport UK Group (85 %) Mitsui (15 %)             | 10. Dez. 2017               | 1. Feb. 2026  | London Midland | LM             |

#### Nordirland
| Betreiber                                                                  | Typ                   | Routen                                                                      | Anmerkungen                                                       | Mutter- gesellschaft(en)    | Betriebsbeginn | Betriebsende | Vorgänger                  | Code  |
| -------------------------------------------------------------------------- | --------------------- | --------------------------------------------------------------------------- | ----------------------------------------------------------------- | --------------------------- | -------------- | ------------ | -------------------------- | ----- |
| Iarnród Éireann                                                            | staatlicher Betreiber | Dublin–Newry                                                                | Pendlerzug fährt morgens nach Dublin und abends zurück nach Newry | Córas Iompair Éireann (CIÉ) |                | –            |                            |       |
| Northern Ireland Railways                                                  | staatlicher Betreiber | Belfast–Bangor Belfast–Derry Belfast–Larne Belfast–Newry Coleraine–Portrush |                                                                   | Translink                   | 1967           | –            | Ulster Transport Authority | (NIR) |
| Northern Ireland Railways und Iarnród Éireann (vermarktet als: Enterprise) | staatlicher Betreiber | Belfast–Dublin                                                              |                                                                   |                             | 11. Aug. 1947  | –            |                            |       |

### Ehemalige
Eine Reihe von Bahnbetriebsgesellschaften haben aus verschiedenen Gründen aufgehört zu existieren: Vorzeitige Rückgabe der Konzession, Ablauf der Konzession ohne Erneuerung, Bankrott oder Fusion mit einem anderen Unternehmen. Hier werden nur nach der Privatisierung aufgelöste Unternehmen berücksichtigt.
| Betreiber                                                               | Typ                     | Franchise                    | Mutter- gesellschaft(en)                         | Betriebsbeginn | Betriebsende  | ersetzt durch                                                            |
| ----------------------------------------------------------------------- | ----------------------- | ---------------------------- | ------------------------------------------------ | -------------- | ------------- | ------------------------------------------------------------------------ |
| Abellio ScotRail                                                        | Franchise               | ScotRail                     | Abellio                                          | 1. Apr. 2015   | 1. Apr. 2022  | ScotRail                                                                 |
| Anglia Railways                                                         | Franchise               | Anglia                       | GB Railways                                      | 5. Jan. 1997   | 31. März 2004 | One                                                                      |
| Arriva Trains Merseyside                                                | Merseytravel-Konzession | Merseyrail                   | Arriva                                           | Feb. 2000      | 20. Juli 2003 | Merseyrail                                                               |
| Arriva Trains Northern                                                  | Franchise               | Regional Railways North East | Arriva                                           | Feb. 2000      | 12. Dez. 2004 | First TransPennine Express Northern Rail                                 |
| Arriva Trains Wales                                                     | Franchise               | Wales & Borders              | Arriva                                           | 8. Dez. 2003   | 13. Okt. 2018 | Transport for Wales/Trafnidiaeth Cymru                                   |
| Central Trains                                                          | Franchise               | Central                      | National Express                                 | 2. März 1997   | 11. Nov. 2007 | CrossCountry East Midlands Trains London Midland                         |
| Connex South Central                                                    | Franchise               | Network SouthCentral         | Connex                                           | 13. Okt. 1996  | 16. Juni 2001 | Southern                                                                 |
| Connex South Eastern                                                    | Franchise               | South Eastern                | Connex                                           | 26. Mai 1996   | 9. Nov. 2003  | South Eastern Trains                                                     |
| East Coast                                                              | Franchise               | InterCity East Coast         | vorübergehend verstaatlicht                      | 14. Nov. 2009  | 28. Feb. 2015 | Virgin Trains East Coast                                                 |
| East Midlands Trains                                                    | Franchise               | East Midlands                | Stagecoach                                       | 11. Nov. 2007  | 17. Aug. 2019 | East Midlands Railway                                                    |
| First Capital Connect                                                   | Franchise               | Thameslink Great Northern    | FirstGroup                                       | 1. Apr. 2006   | 13. Sep. 2014 | Thameslink and Great Northern                                            |
| First Great Eastern                                                     | Franchise               | Great Eastern                | FirstGroup                                       | 5. Jan. 1997   | 31. März 2004 | One                                                                      |
| First Great Western                                                     | Franchise               | Great Western                | FirstGroup                                       | März 1998      | 31. März 2006 | First Great Western                                                      |
| First Great Western Link                                                | Franchise               | Thames                       | FirstGroup                                       | 1. Apr. 2004   | 31. März 2006 | First Great Western                                                      |
| First North Western                                                     | Franchise               | North West Regional Railways | FirstGroup                                       | 2. März 1997   | 12. Dez. 2004 | Arriva Trains Wales First TransPennine Express Northern Rail             |
| First ScotRail                                                          | Franchise               | ScotRail                     | FirstGroup                                       | 17. Okt. 2004  | 31. März 2015 | Abellio ScotRail                                                         |
| First TransPennine Express                                              | Franchise               | TransPennine Express         | FirstGroup (55 %) Keolis (45 %)                  | 1. Feb. 2004   | 31. März 2016 | First TransPennine Express                                               |
| First TransPennine Express                                              | Franchise               | TransPennine Express         | FirstGroup                                       | 1. Apr. 2016   | 28. Mai 2023  | TransPennine Express                                                     |
| Gatwick Express                                                         | Franchise               | Gatwick Express              | National Express                                 | 28. Apr. 1996  | 22. Juni 2008 | Southern                                                                 |
| Great North Eastern Railway                                             | Franchise               | InterCity East Coast         | Sea Containers                                   | 28. Apr. 1996  | 8. Dez. 2007  | National Express East Coast                                              |
| Great Western Trains                                                    | Franchise               | Great Western                | Great Western Holdings                           | 4. Feb. 1996   | März 1998     | First Great Western                                                      |
| Heathrow Connect                                                        | Open Access             | –                            | Heathrow Airport Holdings, FirstGroup            | 12. Juni 2005  | 19. Mai 2018  | TfL Rail                                                                 |
| Island Line                                                             | Franchise               | Island Line                  | Stagecoach                                       | 13. Okt. 1996  | 3. Feb. 2007  | South West Trains                                                        |
| KeolisAmey Wales                                                        | Franchise               | Wales & Borders              | Keolis, Amey                                     | 14. Okt. 2018  | 7. Feb. 2021  | Transport for Wales Rail                                                 |
| London Midland                                                          | Franchise               | West Midlands                | Govia (Go-Ahead 65 %, Keolis 35 %)               | 11. Nov. 2007  | 9. Dez. 2017  | West Midlands Trains                                                     |
| London Overground Rail Operations (LOROL)                               | TfL-Konzession          | London Overground            | Arriva (50 %) MTR Corporation (50 %)             | 11. Nov. 2007  | 12. Nov. 2016 | Arriva Rail London                                                       |
| Merseyrail Electrics                                                    | Merseytravel-Konzession | Merseyrail                   | MTL                                              | 19. Jan. 1997  | Feb. 2000     | Arriva Trains Merseyside                                                 |
| Midland Mainline                                                        | Franchise               | Midland Main Line            | National Express                                 | 28. Feb. 1996  | 11. Nov. 2007 | East Midlands Trains                                                     |
| National Express East Anglia (zeitweise vermarktet als: One)            | Franchise               | East Anglia                  | National Express                                 | 1. Apr. 2004   | 5. Feb. 2012  | Greater Anglia                                                           |
| National Express East Coast                                             | Franchise               | InterCity East Coast         | National Express                                 | 9. Dez. 2007   | 13. Nov. 2009 | East Coast                                                               |
| Northern                                                                | Franchise               | Northern                     | Arriva                                           | 1. Apr. 2016   | 29. Feb. 2020 | Northern Trains                                                          |
| Northern Rail                                                           | Franchise               | Northern                     | Serco-Abellio (Serco 50 %, Abellio 50 %)         | 12. Dez. 2004  | 31. März 2016 | Northern                                                                 |
| Northern Spirit                                                         | Franchise               | Regional Railways North East | MTL                                              | 2. März 1997   | Feb. 2000     | Arriva Trains Northern                                                   |
| North Western Trains                                                    | Franchise               | North West Regional Railways | Great Western Holdings                           | 2. März 1997   | März 1998     | First North Western                                                      |
| ScotRail (National Express)                                             | Franchise               | ScotRail                     | National Express                                 | 31. März 1997  | 17. Okt. 2004 | First ScotRail                                                           |
| Serco Caledonian Sleepers                                               | Franchise               | Caledonian Sleeper           | Serco                                            | 31. März 2015  | 25. Juni 2023 | Caledonian Sleeper                                                       |
| Silverlink                                                              | Franchise               | North London Railways        | National Express                                 | 2. März 1997   | 11. Nov. 2007 | London Midland London Overground Rail Operations                         |
| Southeastern                                                            | Franchise               | Integrated Kent              | Govia (Go-Ahead 65 %, Keolis 35 %)               | 1. Apr. 2006   | 16. Okt. 2021 | Southeastern                                                             |
| South Eastern Trains                                                    | Franchise               | South Eastern                | vorübergehend verstaatlicht                      | 9. Nov. 2003   | 31. März 2006 | Southeastern                                                             |
| South West Trains                                                       | Franchise               | South Western                | Stagecoach                                       | 4. Feb. 1996   | 19. Aug. 2017 | South Western Railway                                                    |
| South Western Railway (betreibt auch die Island Line)                   | Franchise               | South Western                | FirstGroup (70 %) MTR Corporation (30 %)         | 20. Aug. 2017  | 25. Mai 2025  | South Western Railway                                                    |
| Southern                                                                | Franchise               | South Central                | Govia (Go-Ahead 65 %, Keolis 35 %)               | 26. Aug. 2001  | 25. Juli 2015 | Connex South Central                                                     |
| Thames Trains                                                           | Franchise               | Thames                       | Go-Ahead Group                                   | 13. Okt. 1996  | 31. März 2004 | First Great Western Link                                                 |
| Thameslink                                                              | Franchise               | Thameslink                   | Govia (Go-Ahead 65 %, Keolis 35 %)               | 2. März 1997   | 31. März 2006 | First Capital Connect                                                    |
| Trenitalia c2c                                                          | Franchise               | Essex Thameside              | Trenitalia                                       | 3. Apr. 2017   | 20. Juli 2025 | c2c                                                                      |
| Valley Lines                                                            | Franchise               | Valley Lines                 | National Express                                 | 13. Okt. 1996  | 13. Okt. 2001 | Wales & Borders                                                          |
| Virgin Trains                                                           | Franchise               | InterCity West Coast         | Virgin Rail Group (Virgin 51 %, Stagecoach 49 %) | 9. März 1997   | 7. Dez. 2019  | Avanti West Coast                                                        |
| Virgin Trains East Coast                                                | Franchise               | InterCity East Coast         | Virgin Group (10 %) Stagecoach (90 %)            | 1. März 2015   | 23. Juni 2018 | London North Eastern Railway                                             |
| Virgin CrossCountry                                                     | Franchise               | CrossCountry                 | Virgin Rail Group (Virgin 51 %, Stagecoach 49 %) | 5. Jan. 1997   | 11. Nov. 2007 | CrossCountry First TransPennine Express Virgin Trains West Coast         |
| West Anglia Great Northern (West Anglia Main Line and Lea Valley Lines) | Franchise               | West Anglia Great Northern   | National Express                                 | 5. Jan. 1997   | 31. März 2004 | One                                                                      |
| West Anglia Great Northern (Great Northern and Fenline routes)          | Franchise               | West Anglia Great Northern   | National Express                                 | 5. Jan. 1997   | 31. März 2006 | First Capital Connect                                                    |
| Wales & Borders                                                         | Franchise               | Wales & Borders              | National Express                                 | 14. Okt. 2001  | 7. Dez. 2003  | Arriva Trains Wales                                                      |
| Wales & West                                                            | Franchise               | Wales & West                 | National Express                                 | 13. Okt. 1996  | 13. Okt. 2001 | Wales & Borders Wessex Trains                                            |
| Wessex Trains                                                           | Franchise               | Wessex                       | National Express                                 | 14. Okt. 2001  | 31. März 2006 | First Great Western                                                      |
| Wrexham & Shropshire                                                    | Open access             | –                            | DB Regio                                         | 28. Apr. 2008  | 28. Jan. 2011 | Einstellung durch DB Regio wegen mangelnder wirtschaftlicher Performance |

## Straßenbahnen
| Stadt      | Betriebsname               | Betreiber                                                 | Besitzer                                       |
| ---------- | -------------------------- | --------------------------------------------------------- | ---------------------------------------------- |
| Birmingham | West Midlands Metro        | Midland Metro Ltd.                                        | Transport for West Midlands                    |
| Blackpool  | Straßenbahn Blackpool      | Blackpool Transport                                       | Blackpool Council                              |
| Brighton   | Volk’s Electric Railway    | City of Brighton and Hove                                 | City of Brighton and Hove                      |
| Douglas    | Manx Electric Railway      | Isle of Man Heritage Railways                             | Isle of Man Transport                          |
| Edinburgh  | Edinburgh Trams            | Edinburgh Trams Ltd.                                      | Transport for Edinburgh                        |
| London     | Tramlink                   | Tram Operations Ltd. (Tochtergesellschaft der FirstGroup) | London Trams ein Teil von Transport for London |
| Manchester | Manchester Metrolink       | KeolisAmey (Keolis 60 %, Amey 40 %)                       | Transport for Greater Manchester               |
| Nottingham | Nottingham Express Transit | Nottingham Trams Ltd.                                     | Tramlink Nottingham                            |
| Sheffield  | Sheffield Supertram        | Stagecoach Supertram                                      | South Yorkshire Passenger Transport Executive  |

Für eingestellte Straßenbahnbetriebe, siehe Liste von Straßenbahnen in Europa.

## U-Bahnen
| Stadt     | Betriebsname            | Betreiber                             | Besitzer                                                       |
| --------- | ----------------------- | ------------------------------------- | -------------------------------------------------------------- |
| Glasgow   | Glasgow Subway          | Strathclyde Partnership for Transport | Transport Scotland                                             |
| London    | London Underground      | London Underground Ltd.               | Transport for London                                           |
| London    | Docklands Light Railway | KeolisAmey Docklands Ltd.             | Docklands Light Railway Ltd. ein Teil von Transport for London |
| Newcastle | Tyne and Wear Metro     | Nexus                                 | Nexus                                                          |

Für die eingestellte Liverpool Overhead Railway, siehe dort.

## Güterverkehr
- Colas Rail
- DB Cargo UK
- Devon and Cornwall Railways
- Direct Rail Services
- Europorte
- Freightliner
- GB Railfreight
- Harsco